# واتندورف
واتندورف (به آلمانی: Wattendorf) یک شهر در آلمان است که در بامبرگ واقع شده‌است. واتندورف ۷۱۵ نفر جمعیت دارد.